# Tintoretto
Tintoretto, nome artístico de Jacopo Robusti (Veneza, ca. 1518 – 31 de maio de 1594), foi um dos pintores mais radicais do maneirismo. Por sua energia fenomenal em pintar, foi chamado Il Furioso, e sua dramática utilização da perspectiva e dos efeitos da luz fez dele um dos precursores do Barroco. Seu pai, Battista Comin, era tintore (tingia seda), o que lhe valeu o apelido.

## Aprendizado
Na infância, Jacopo, um pintor nato, começou a decorar as paredes da tinturaria paterna. Vendo seu talento, seu pai levou-o à oficina de Ticiano, na época com mais de cinquenta anos, para aprender o ofício. Dizem que o mestre ficou pouco tempo com ele, por ter percebido o talento e a independência do menino, o que faria dele um pintor, mas não um bom aprendiz. Tintoretto estudou então por conta própria, observando as obras dos grandes mestres. Mas continuou admirador, nunca um amigo de Ticiano, e mais tarde adotou como lema em seu estúdio a frase O desenho de Michelangelo e a cor de Ticiano.
Ele estudou especialmente alguns modelos de Michelangelo, e se tornou especialista em modelagem no método de cera e argila. Seus modelos eram às vezes, corpos usados em aulas de anatomia.

## Primeiras obras
Tintoretto começou ajudando o pintor Schiavone, seu amigo, a decorar paredes. Na sequência conseguiu encomendas para seu próprio trabalho. Seus dois primeiros trabalhos foram murais descritos como A Festa de Balthasar e Carga de Cavalaria, sem maiores notícias. Seu primeiro trabalho a ter repercussão foi um retrato dele e seu irmão com um efeito noturno, como os anteriores também perdido. Uma das pinturas iniciais ainda existentes está na igreja de Carmine, em Veneza, a Apresentação de Jesus no Templo. Em São Benedito estão A Anunciação e Cristo e a Mulher de Samaria. Para a Escola da Trindade (na verdade um hospital e asilo em Veneza) ele pintou quatro passagens do Gênesis, duas delas, Adão e Eva e Morte de Abel, atualmente na Academia Veneziana, mostram um trabalho nobre de alta maestria, que não deixam dúvidas que Tintoretto nessa época já era um pintor consumado, um dos poucos que conseguiram reconhecimento sem um aprendizado formal.

## Escola de São Marco

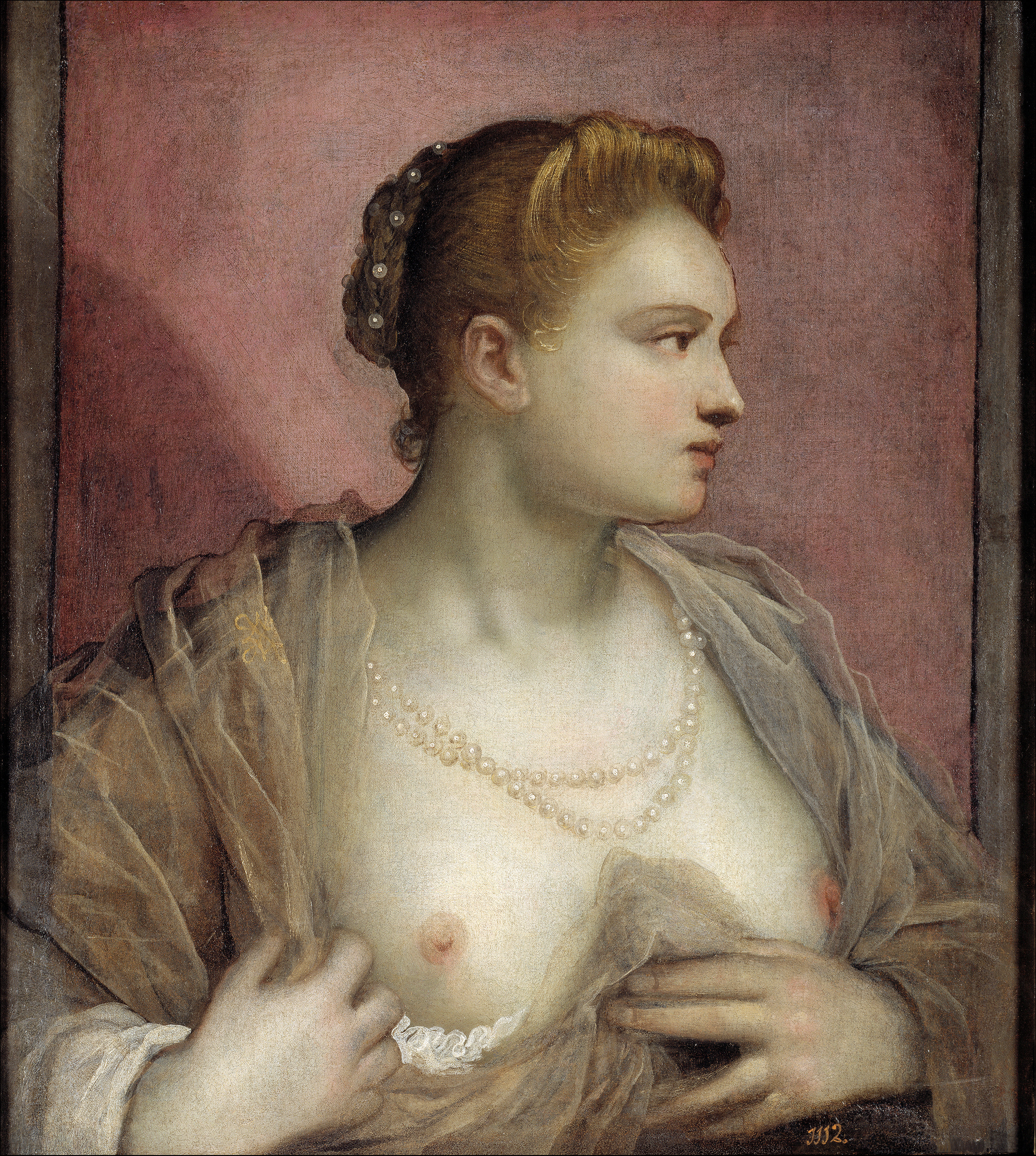
A dama que descobre os seios,
c.1570, no Museu do Prado.

Durante o ano de 1546, Tintoretto pintou para a igreja da Madona do Horto três de seus melhores trabalhos, A Confecção do Calf Dourado, Apresentação da Virgem no Templo e Último Julgamento (vergonhosamente repintada). Esta igreja em estilo gótico em Fondamenta dei Mori, próxima a Murano, Veneza, existe ainda. Em 1548, recebeu a encomenda de quatro quadros para a Escola de São Marcos, Encontrando o Corpo de São Marcos em Alexandria (atualmente em Murano), O corpo do Santo trazido a Veneza e Votos do Santo (ambos em Veneza, na biblioteca do palácio real). Finalmente O Milagre do Escravo, celebrada obra que é uma das glórias da Academia Veneziana, representa a lenda de um escravo cristão torturado em punição por devoção ao santo e salvo por um milagre.
Estes quatro trabalhos foram recebidos com geral aplauso. Seus tempos de obscuridade terminaram. Era notável o suficiente para casar com Faustina de Vescovi, filha de um nobre veneziano. Ela foi uma boa esposa, que aturava seu gênio intratável e lhe deu dois filhos e cinco filhas.
É desta época também a Visitação que se encontra presentemente na Pinacoteca Nacional de Bolonha.
A próxima encomenda foi pintar as paredes e tetos da Escola de São Marcos, obra de enorme esforço e auto-aprendizado para Tintoretto, que pode ainda ser vista como uma homenagem brilhante a seu próprio gênio. O prédio foi iniciado em 1525 e era deficiente em iluminação. A pintura começou em 1560, após vários pintores, incluindo Veronese terem sido consultados. Tintoretto assegurou a obra doando um quadro, São Rocco recebido no Céu. Completou então a primeira sala. Em 1565 reiniciou os trabalhos com Crucificação, A Praga das Serpentes, Festividades da Páscoa e Moisés quebrando as Tábuas

## São Roque
Robusti em seguida se lançou na empreitada de decorar a escola adjacente à igreja de São Roque. Descontando alguns detalhes menores, os edifícios contém sessenta e cinco memoráveis pinturas, que podem ser descritas como cenas variadas e sugestivas, com maestria e adaptadas para serem vistas a meia-luz. Adão e Eva, Visitação, Adoração dos Magos, O Massacre dos inocentes, Agonia no Horto, Cristo ante Pilatos, Cristo carregando a Cruz e Assunção da Virgem são as melhores. 
Paralelamente Tintoretto começou vários afrescos no palácio ducal, Excomunhão de Barbarrosa e Vitória de Lepanto, que foram destruídos no grande incêndio de 1577, e um retrato do duque Girolamo e várias obras menores.

## Paraíso

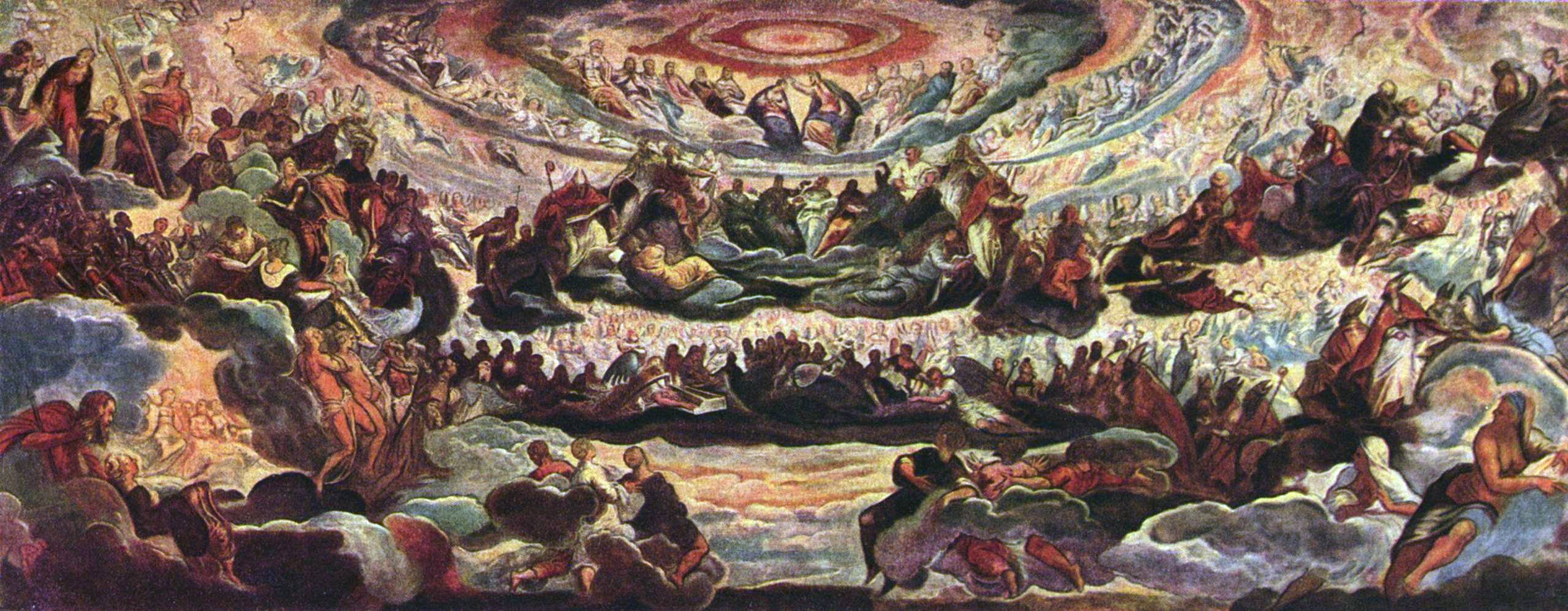
Paraíso, no Museu do Louvre

Entre as obras de Tintoretto, destaca-se “Paraíso”, por apresentar uma enorme estrutura e a utilização das mais diversas técnicas que lhe diferencia dos demais artistas da época. 
Paraíso destaca um grande contraste de luz e sombra, com a presença de grandes conflitos entre as cores fortes e vibrantes presentes na tela, como o vermelho, o branco, o vinho e o marrom, por contrapartida, destaca-se os tons de claro escuro em constante presença na obra. Pode-se afirmar a participação de uma entre as maiores características expressas no período Barroco, a pintura ocasiona efeitos ilusionistas, pois se tem a impressão de uma longa viagem ao céu.
Violentas pinceladas também estão presentes na obra, pois por consequência torna-se a impossível percepção da expressão de cada indivíduo pertencente da tela. Entre as nuvens destacadas pela dinâmica entre o branco e o cinza tem-se a percepção de anjos, deuses, homens, mulheres e crianças no meio do caminho que levaria ao encontro de Jesus e Maria rodeado pelos doze apóstolos.

## Morte e seguidores

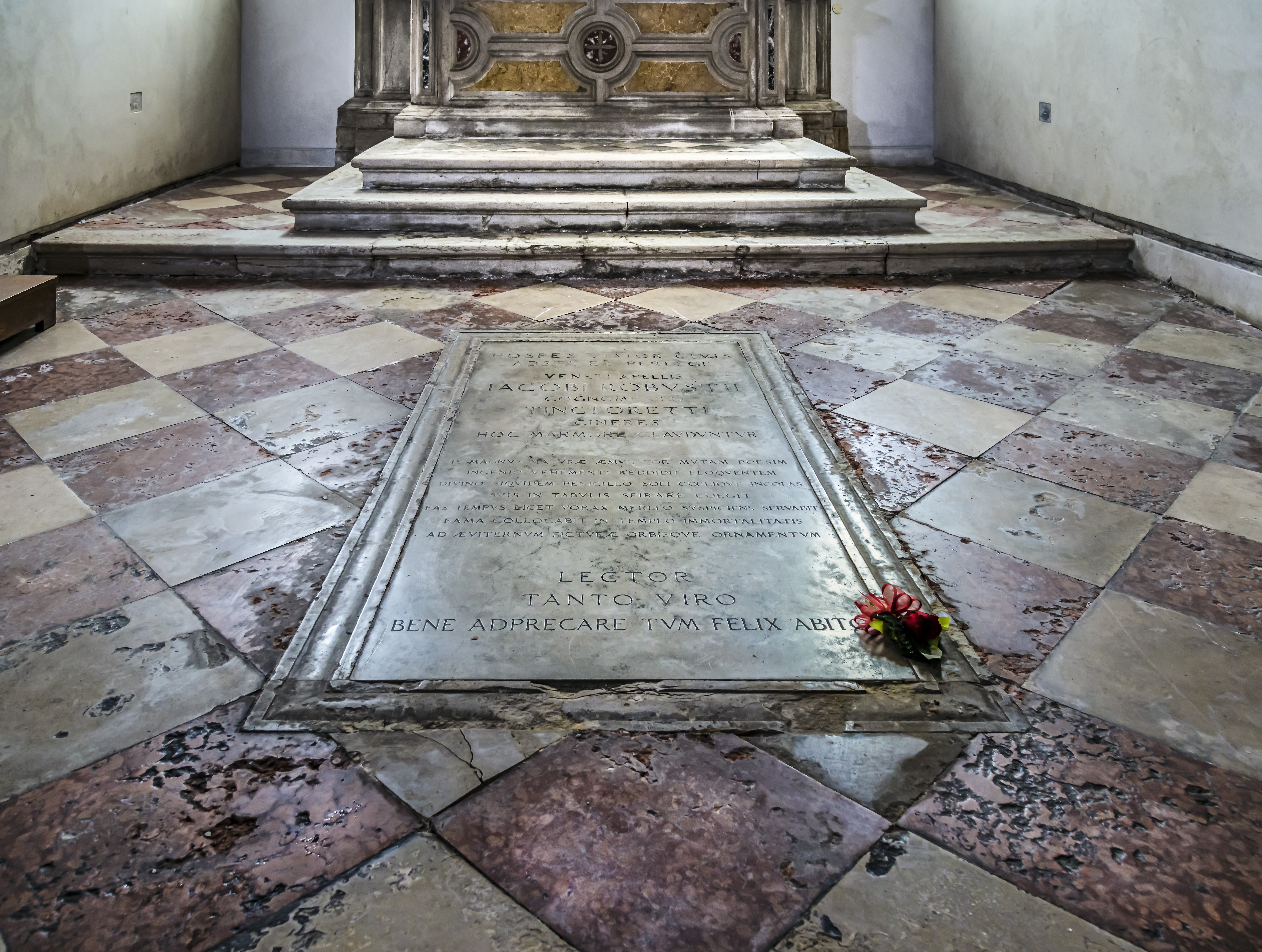
Sua sepultura - Madonna dell'Orto

Depois de completar o Paraíso, Tintoretto tomou uma vida mais descansada, não realizando mais nenhum trabalho relevante, e passou um final de vida tranquilo. Morreu em 31 de maio de 1594 de uma doença que começou como uma dor de estômago, seguida de febre. Foi enterrado na Igreja da Madona do Horto, ao lado de sua filha Marietta, ela mesma retratista e música, que trabalhou como assistente do pai vestida como um menino. Em 1866 a tumba dos Vescovi e Robusti foi examinada e foram encontrados restos de nove membros da família.
Além dos filhos, teve poucos pupilos, valendo ser citado Martin de Vos. Existem influências de Tintoretto na obra do contemporâneo Veronese e na do espanhol El Greco, que conheceu sua obra numa viagem a Veneza.

## Estilo de vida e obra

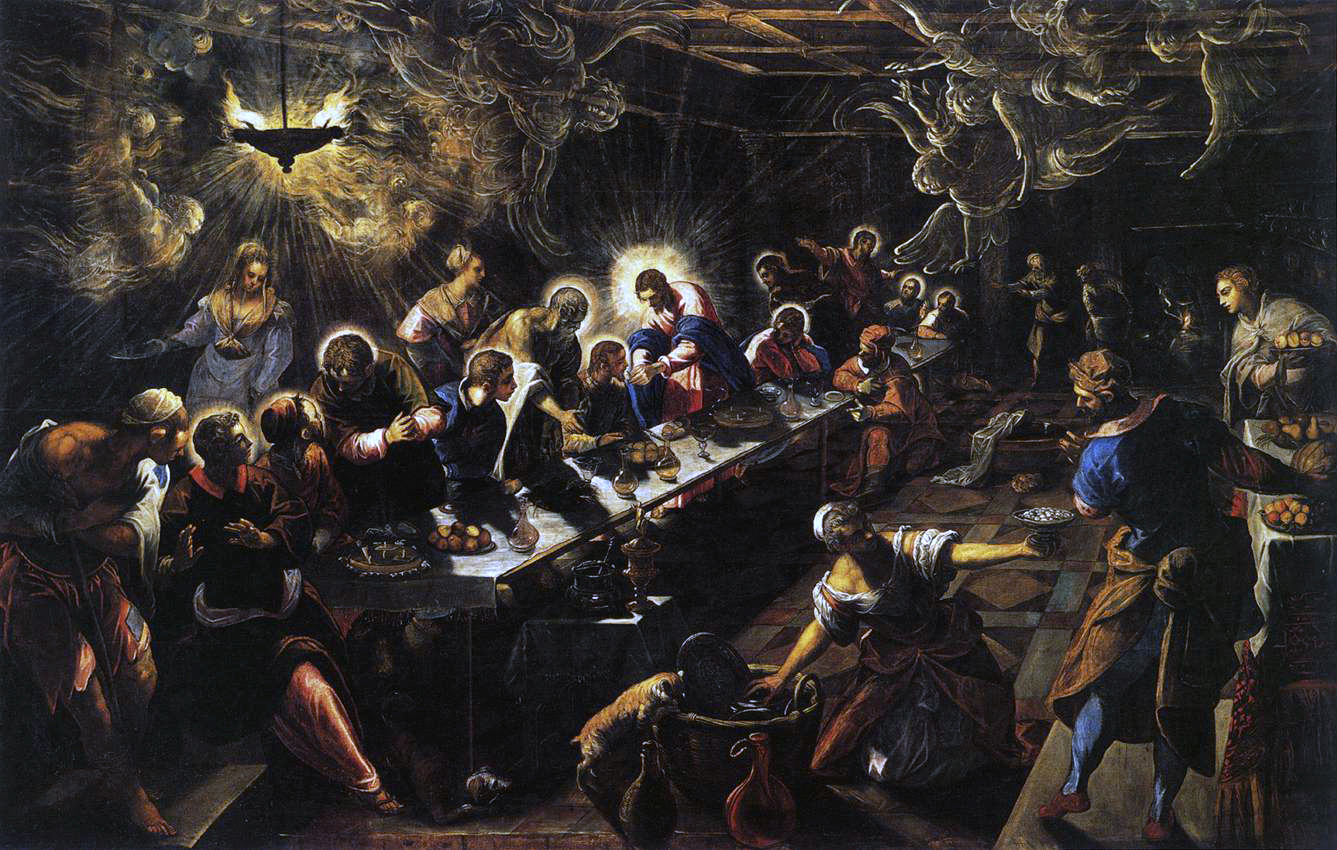
A Última Ceia.
1592-1594, San Giorgio Maiore, Veneza

Tintoretto saiu pouco de Veneza, ele amava todas as artes, tocava vários instrumentos musicais, alguns de sua invenção, desenhou roupas e adereços para o teatro, era versado em mecânica e era uma companhia agradável. Dificilmente admitia algum amigo no local de trabalho e mantinha suas ideias e modelos escondidos dos olhares, mesmo de seus assistentes. Usava, por insistência da esposa, a roupa de um cidadão de Veneza. 
A obra de Tintoretto era desigual, às vezes pintava muito rápido, com uma capacidade impressionante de trabalho. Seus contemporâneos diziam que Tintoretto em algumas obras era igual a Ticiano, em outras era pior que Tintoretto.
A comparação da Última Ceia de Tintoretto com a de Leonardo  dá uma demonstração instrutiva sobre como o estilo artístico moveu-se durante o Renascimento. Leonardo é todo clássico response. A disciplina se irradia de Cristo em simetria matemática. Nas mãos de Tintoretto, o mesmo evento é dramaticamente distorcido, enquanto as figuras humanas são elevadas pela erupção do espírito humano. Pelo dinamismo de sua composição, seu uso dramático da luz e seus efeitos de perspetiva, parece um artista barroco antes da hora.

### Obras
- Visitação

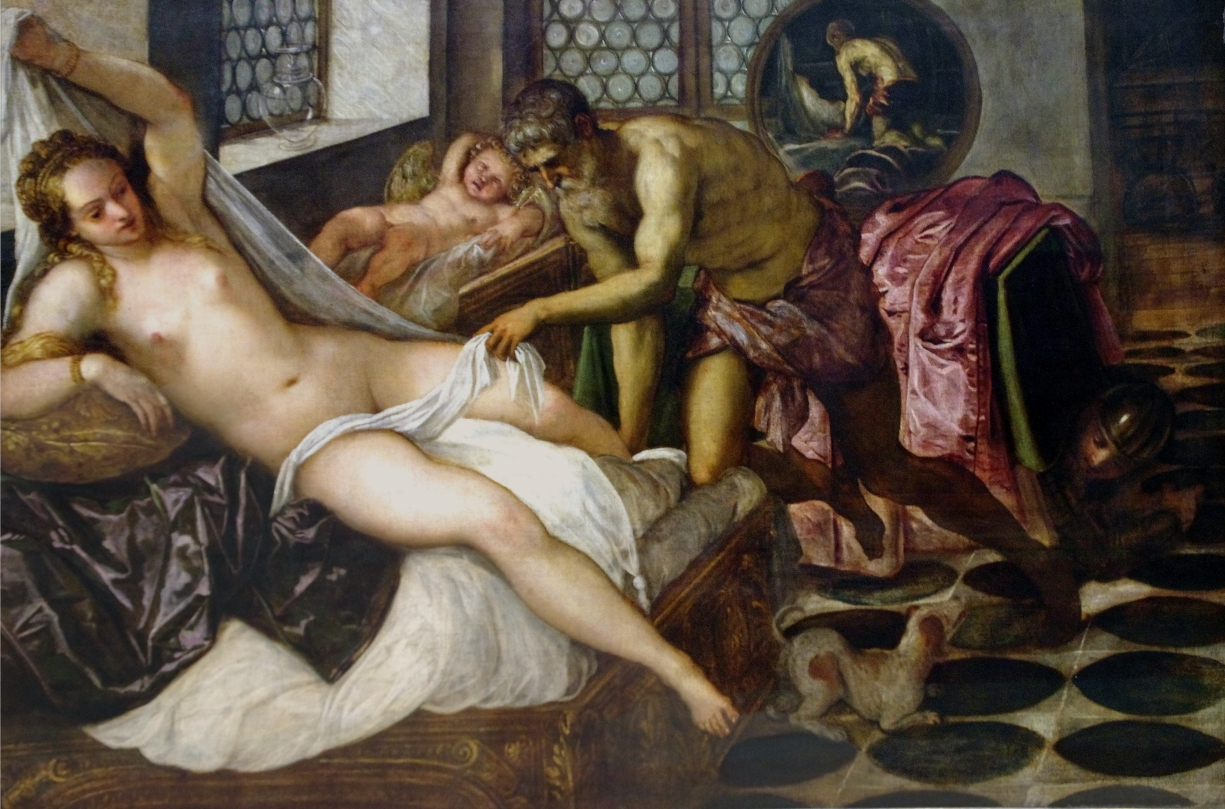
Marte e Vénus surpreendidos por Vulcano Antiga Pinacoteca
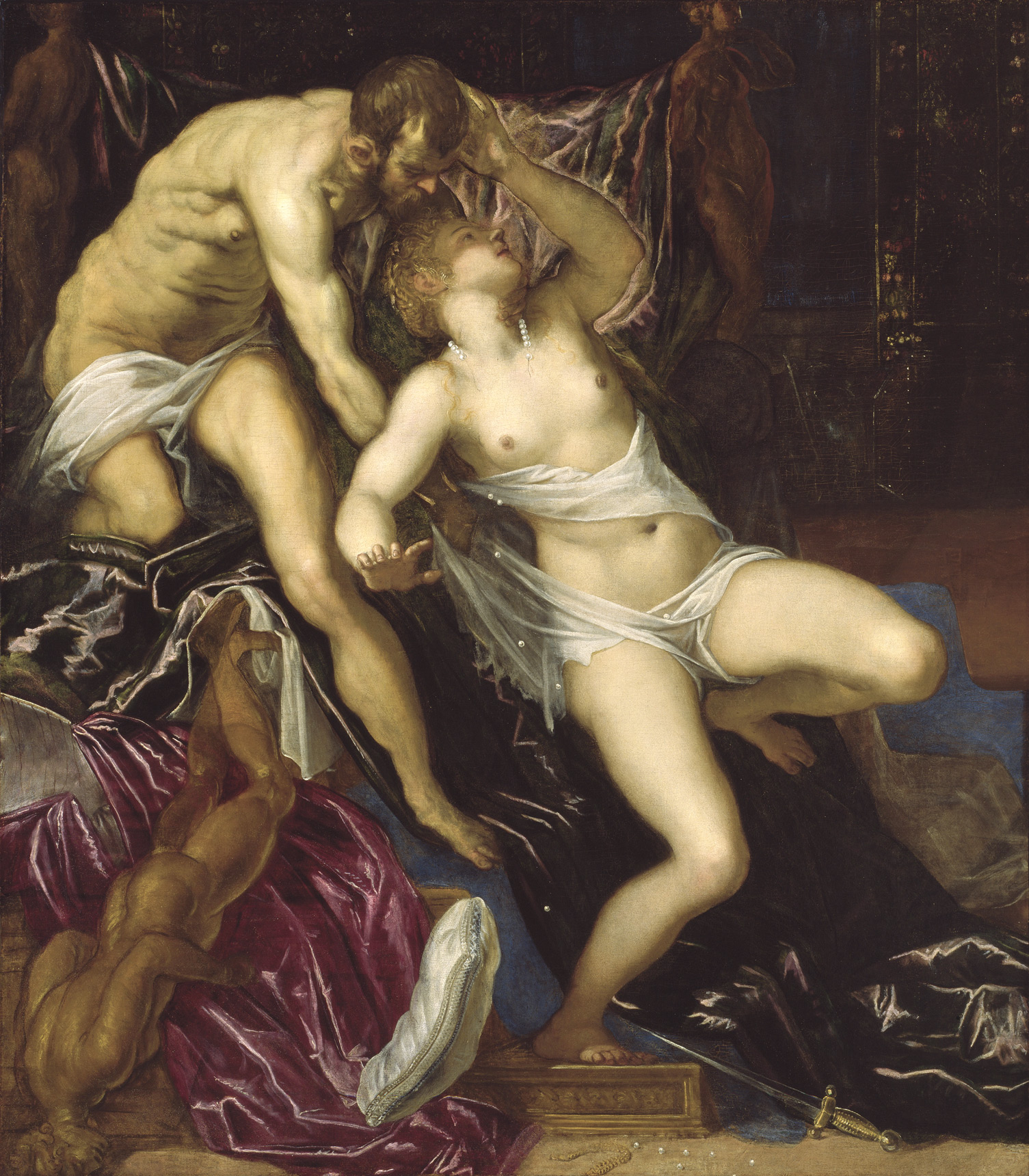
Tarquínio e Lucrécia 1578-80, Art Institute of Chicago
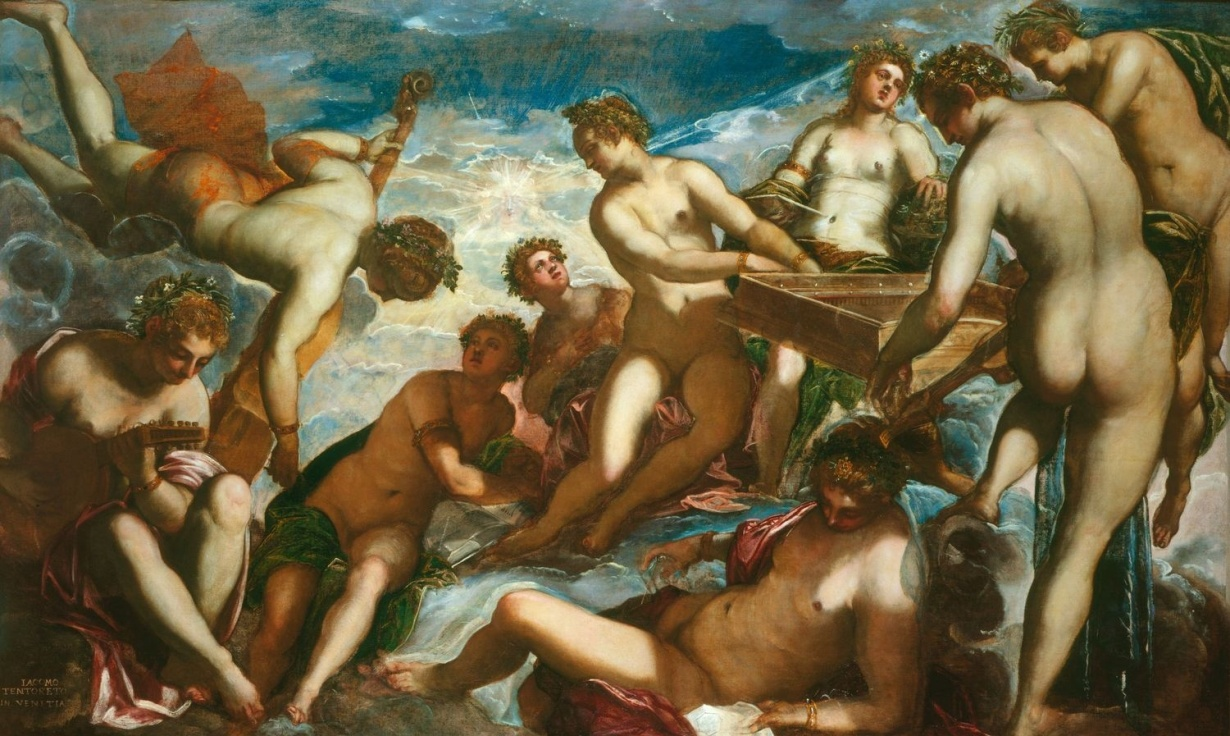
As Musas,1578, Royal Collection
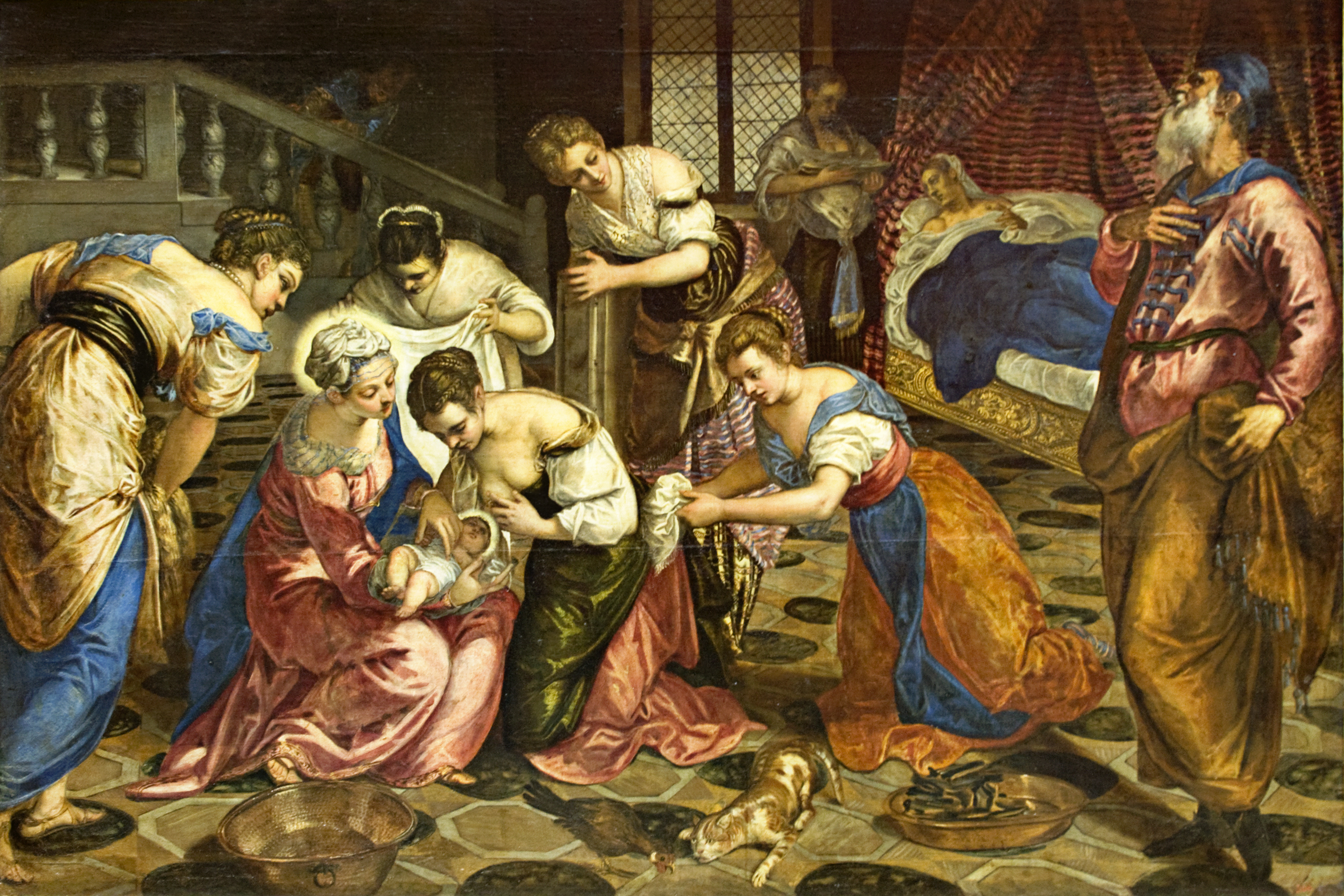
Nascimento de João Batista,1578, Hermitage

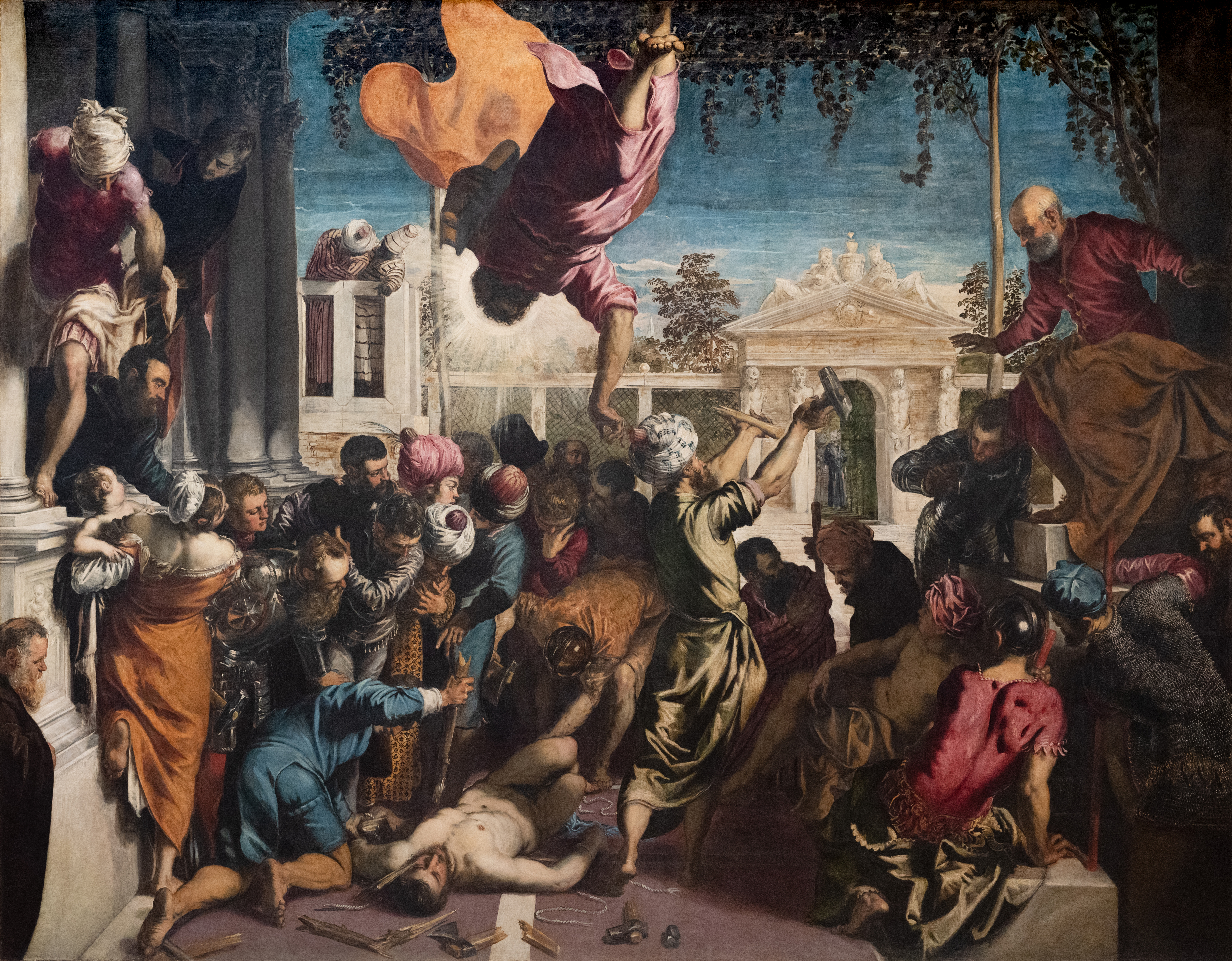
O Milagre do Escravo,1548, Accademia
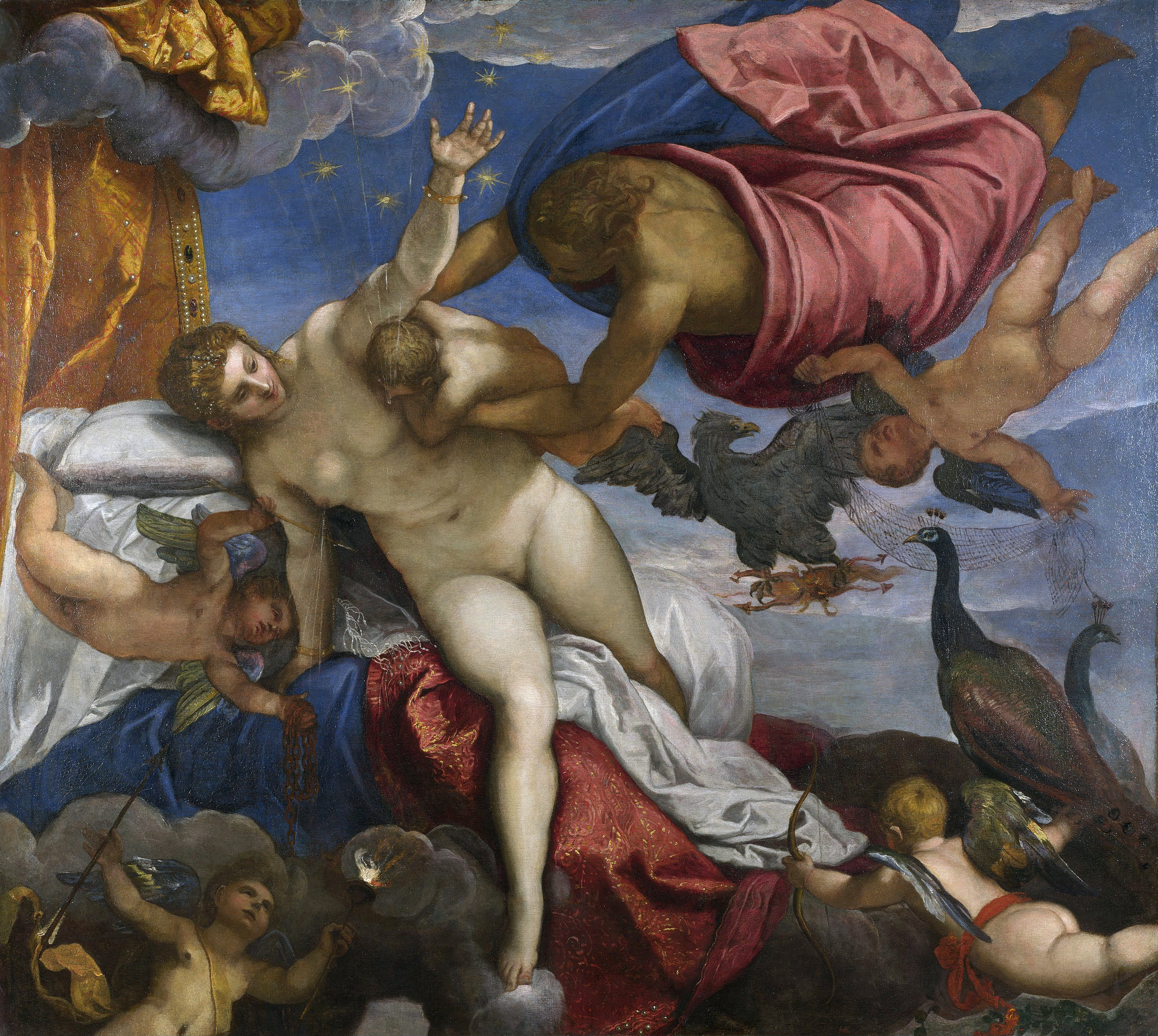
A Origem da Via-Láctea 1575, National Gallery
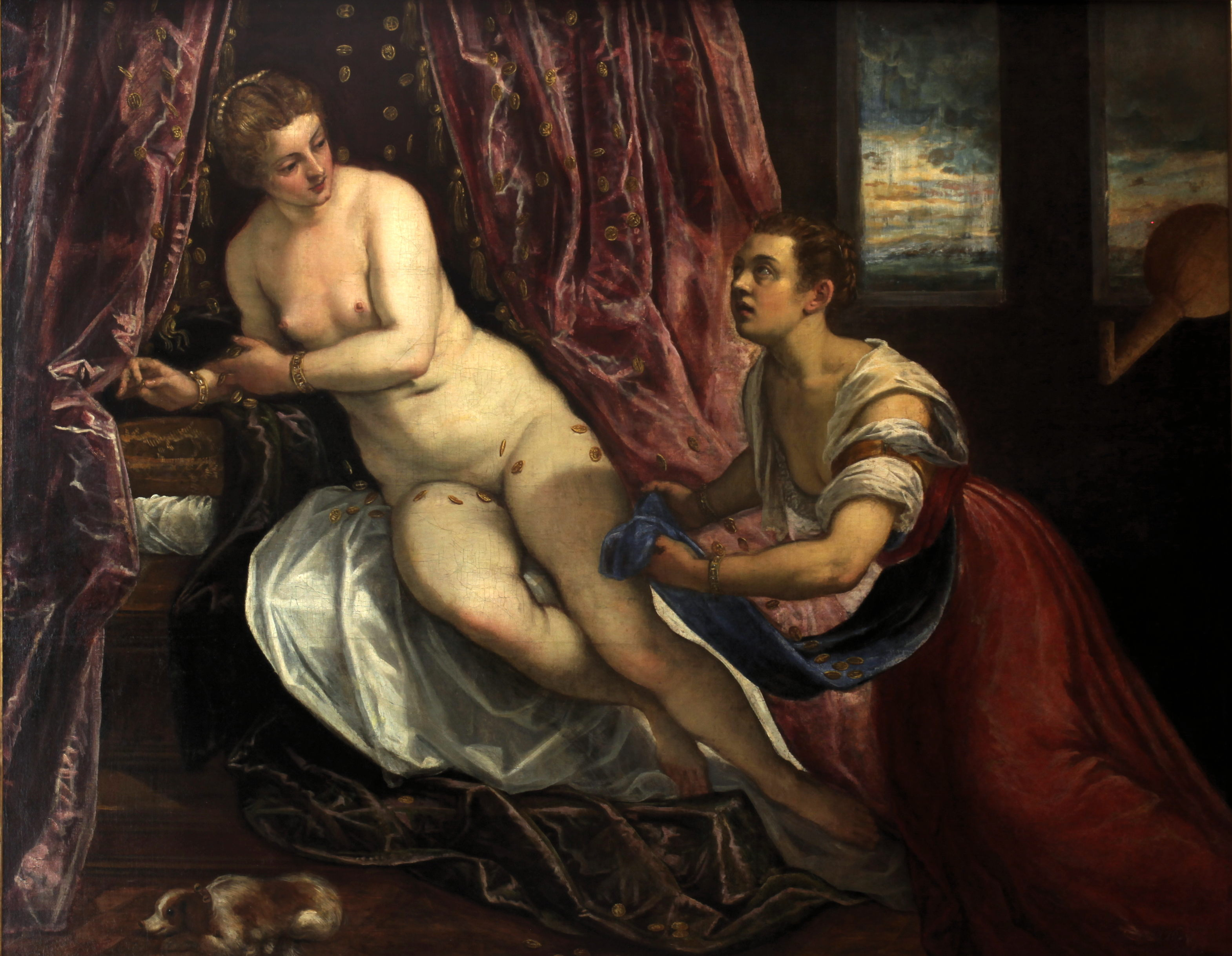
Danae, 1570, Museu de Belas Artes de Lyon
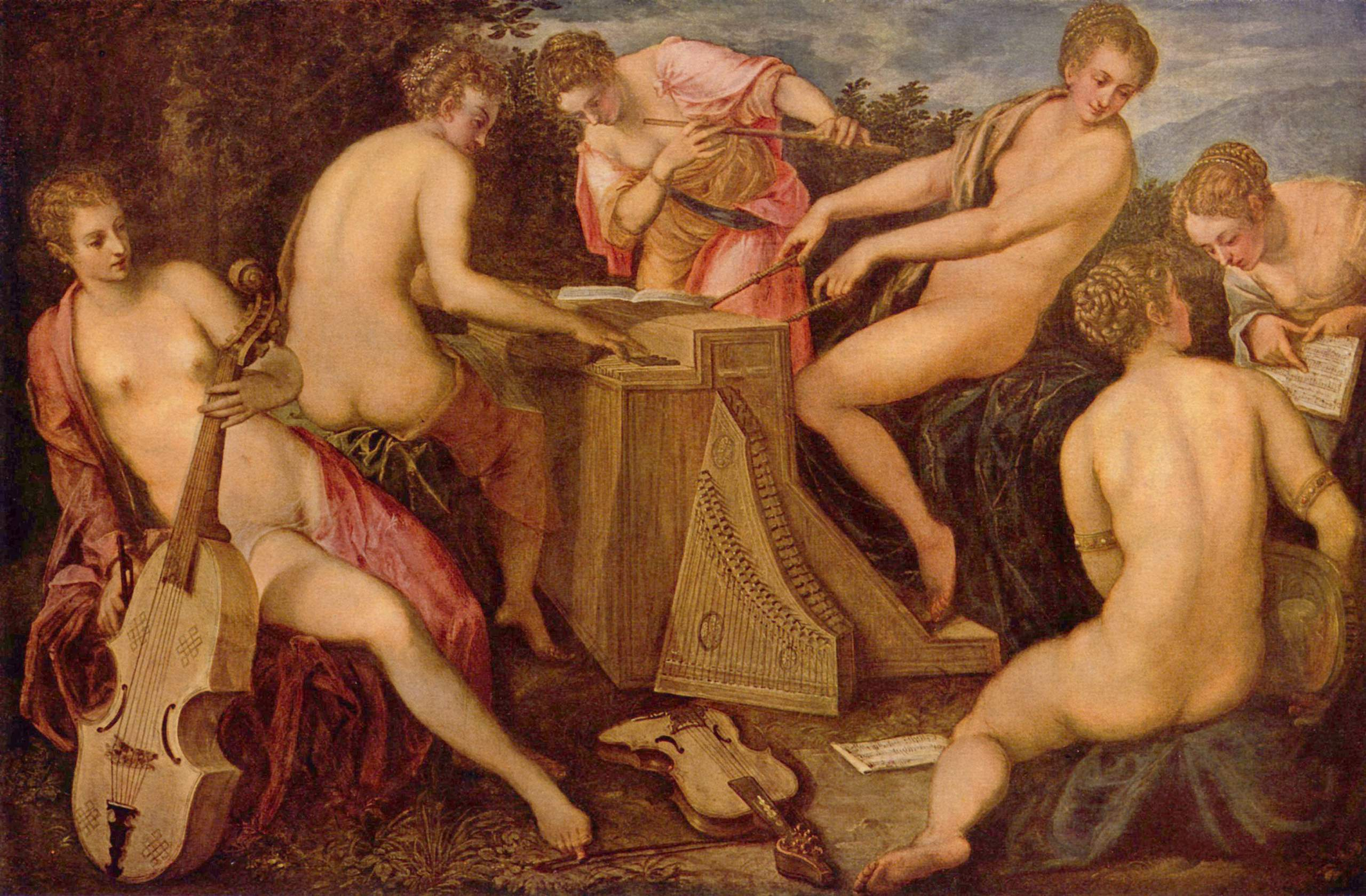
Músicas  Pinacoteca dos Mestres Antigos
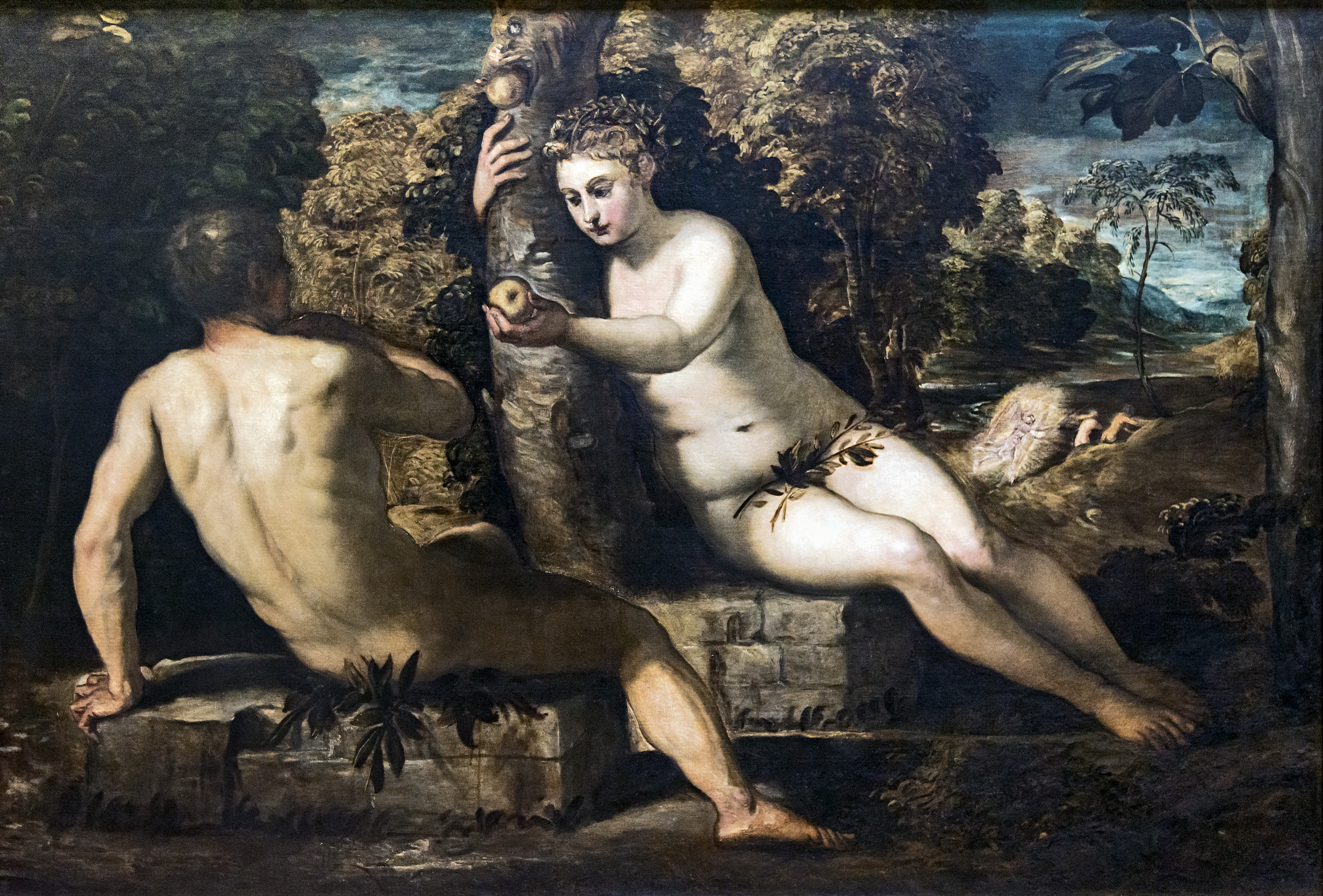
Adão e Eva, 1550, Accademia

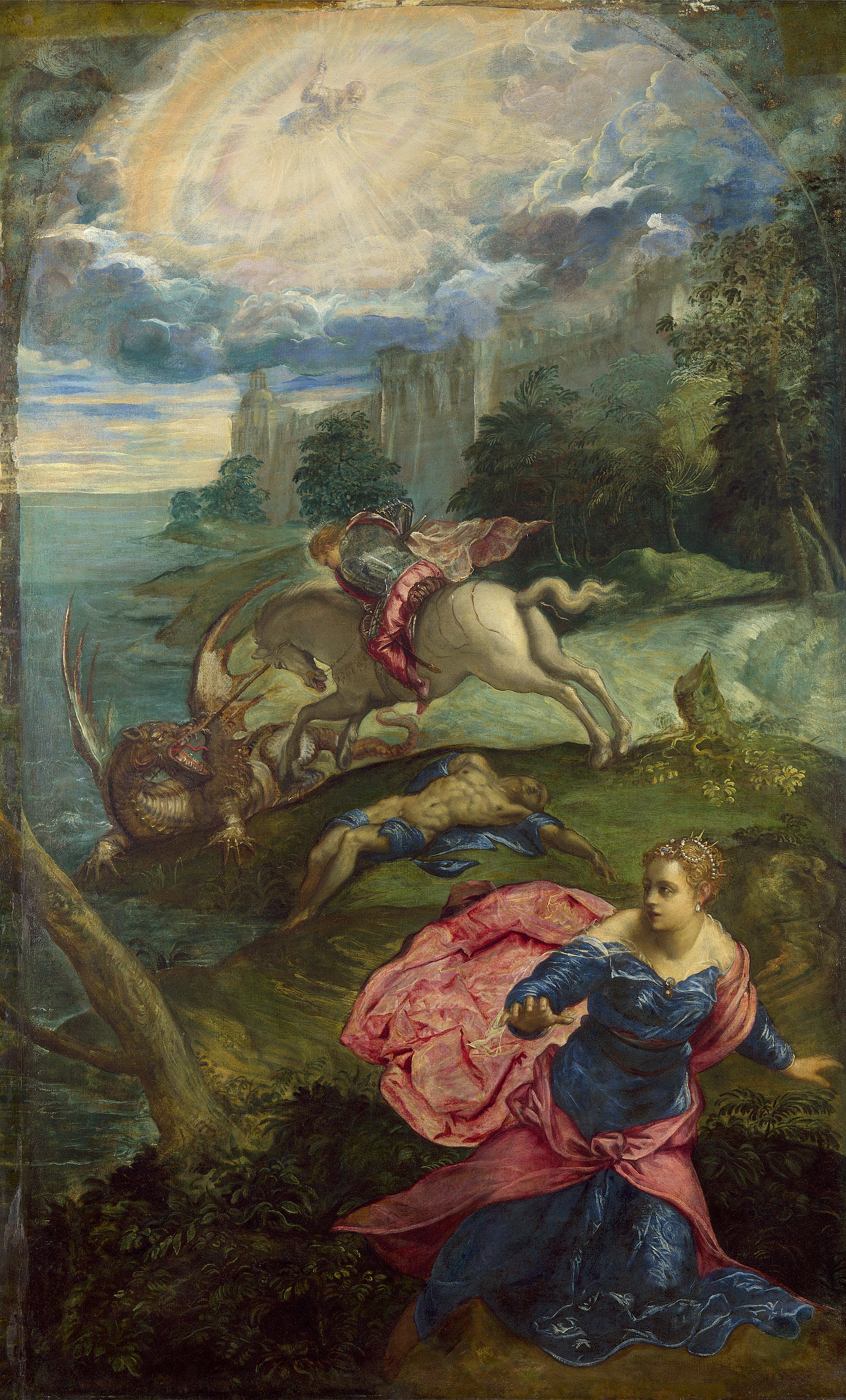
São Jorge e o Dragão, 1558, Galeria Nacional de Londres

### Museus
Locais onde se encontram obras do artista:
- Galleria Nazionale di Parma
- Kunsthistorisches Museum de Viena
- Museu de Belas-artes de Budapeste
- Palazzo Pitti de Florença
- Pinacoteca di Brera, Milão
- Scuola Grande di San Rocco di Veneza
- Städelsches Kunstinstitut di Franckfurt
- Alte Pinakothek de Munique
- Pinacoteca dos Mestres Antigos, Dresden
- Museu de Arte de São Paulo
- Mosteiro Beneditino de Singeverga, em Santo Tirso, Portugal

### A Adoração dos Reis Magos
A Adoração dos Reis Magos é uma pintura a óleo sobre tela, com cinco metros de comprimento e dois de altura, pintada por Tintoretto, e que deixou de ser referenciada  a partir do século XVIII. Segundo alguns especialistas e investigadores, esta obra encontra-se no mosteiro de Singeverga em Santo Tirso.  a obra foi doada por particulares em 6 de janeiro de 2005.